# Anthurium ramoncaracasii
Anthurium ramoncaracasii är en kallaväxtart som beskrevs av Stergios och Laurence J. Dorr. Anthurium ramoncaracasii ingår i släktet Anthurium och familjen kallaväxter. Inga underarter finns listade.